# Farvesymbolik
Farvernes symbolik handler om at man inden for psykologien tillægger man farver forskellige betydninger og indvirkninger på mennesket. Kunsten har desuden haft stor indflydelse på forståelsen for farver.
Også inden for alternative livsforståelser, har farverne fået betydning, fx inden for drømmetydning, healing, aurasyn og astrologien.
Omkring 1200 opstillede Pave Innocens 3. bestemte regler for anvendelse af farver i Roms kirker, regler som siden er blevet almindelige i vesterlandske kirker.